# Флаг Красноармейского района (Челябинская область)
Флаг муниципального образования Красноарме́йский муниципальный район Челябинской области Российской Федерации — опознавательно-правовой знак, служащий официальным символом муниципального образования.
Флаг утверждён 22 апреля 2003 года как флаг муниципального образования «Красноармейский район» (после муниципальной реформы 2006 года — муниципальное образование Красноармейский муниципальный район) и внесён в Государственный геральдический регистр Российской Федерации с присвоением регистрационного номера 1190.

## Описание
«Флаг Красноармейского района представляет собой прямоугольное красное полотнище с соотношением ширины к длине 2:3, воспроизводящее в центре жёлтые фигуры из гербовой композиции: поющего петуха над стропилом, плечи которого упираются в углы полотнища».

## Обоснование символики
В основу композиции флага Красноармейского района положено название района, его географическое расположение, вехи истории.
Село Миасское, — центр Красноармейского района, основано в 1736 году как казачья сторожевая крепость на дороге к новостроящемуся Оренбургу. Название села происходит по названию речки Миасс, протекающей по территории села.
Красный цвет полотнища аллегорически показывает прошлое, настоящее и будущее района. Современную территорию района осваивали казаки, отличающиеся свободолюбием, храбростью, преданностью воинскому долгу, коллективизмом, взаимопомощью, веротерпимостью.
Своё название — Красноармейский, район получил в предвоенные годы и по праву гордится своими земляками — Героями Советского Союза Ф. А. Алабугиным (участвовал в параде Победы в Москве), В. Т. Казанцевым (участник штурма Рейхстага) и Л. В. Смирных (участник боёв с империалистической Японией, его имя носит судно Тихоокеанского флота); Героями Социалистического Труда А. А. Юлле, А. В. Афанасьевой.
Красный цвет — символ мужества, самоотверженности, труда, жизнеутверждающей силы, праздника, красоты.
Петух в геральдике — символ бдительности и отваги, вестник дня. Его отвага такова, что он скорее умрёт, чем сдастся. Кроме того, петух символизирует живописную природу района.
Геральдическая фигура стропило аллегорически показывает часть укрепления сторожевой крепости.
В то же время стропило аллегорически воспринимается как крыша дома, а дом — это кров, домашний уют, который неповторимо умеют создавать сельские жители: Красноармейский район — один из самых больших по числу сельских жителей районов Челябинской области.
Вместе с тем, стропило аллегорически показывает, что по территории Красноармейского района проходят две дороги федерального значения: Челябинск—Курган, Челябинск—Шадринск.
Жёлтый цвет (золото) в геральдике символизирует прочность, величие, интеллект, великодушие, богатство.